# Fixed
Fixed (znany też jako Halo 6) – minialbum amerykańskiego zespołu industrialnego Nine Inch Nails, zawierający remiksy z poprzedniego wydawnictwa Broken. Został wydany 7 grudnia 1992 roku. Został pozytywnie przyjęty przez krytyków – otrzymał min. 4/5 od AllMusic.

## Lista utworów
1. "Gave Up" (Coil & Danny Hyde Remix) – 5:25
2. "Wish" (J.G. Thirlwell Remix) – 9:10
3. "Happiness in Slavery" (T. Reznor, Chris Vrenna & P.K. Remix) – 6:09
4. "Throw This Away" (T. Reznor, C. Vrenna & Butch Vig Remix) – 4:13
5. "Fist Fuck" (J.G. Thirlwell Remix) – 7:20
6. "Screaming Slave" (Reznor, Vrenna, Kennedy, Beavan, Brumbach, Flanagan Remix) – 8:00

## Wydania
- TVT Records / Interscope Records / Atlantic Records 96093-2 – CD
- TVT Records / Interscope Records 694960932 – CD Re-release